# キース男爵
キース男爵（英: Baron Keith）はかつて存在したイギリスの男爵位。有史以来3度創設され、すべてサー・ジョージ・キース・エルフィンストン提督に対する叙爵である。   

## 歴史

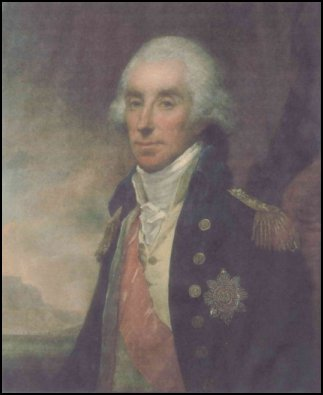
初代キース子爵ジョージ・キース・エルフィンストン

サー・ジョージ・キース・エルフィンストン提督(1746-1823)は、スコットランド貴族の第10代エルフィンストン卿の五男に生まれ、ナポレオン戦争期を通して活躍したイギリス海軍軍人である。彼はスピットヘッド及びノアの反乱を速やかに鎮定したのちの1797年に、アイルランド貴族としてストーンヘイヴン・マリシャルのキース男爵(Baron Keith, of Stonehaven Marrischal)に叙された。この爵位には提督の一人娘マーガレットとその男子にも相続を認める特別継承権が付与されていた。さらに、アブキール上陸を指揮したのちの1801年に連合王国貴族としてキンカーディン州ストーンヘイヴン・マリシャルのキース男爵(Baron Keith, of Stonehaven Marischal in the County of Kincardine)を授けられた。この爵位は提督の嫡出直系男子に継承を求めるものである。続く1803年には、ダンバートン州バンヒースのキース男爵(Baron Keith, of Banheath in the County of Dumbarton)を与えられている。なお、この爵位は1797年のキース男爵位と同様の特別継承権が付されており、のちにマーガレットが継いでいる。ついで1814年には連合王国貴族としてキース子爵(Viscount Keith)に陛爵した。この爵位は通常どおり嫡出直系男子への相続を認めるものである。提督が1823年に一人娘を残して死去すると、直系男子への相続を求めるキース子爵位及び1801年創設のキース男爵位はともに廃絶した。他方、特別継承権付きの2つのキース男爵位はともに娘マーガレットへと相続された。
2代女男爵マーガレット(1788-1867)は第2代ネアーン卿ウィリアム・マレーの玄孫であったため、6代卿ウィリアムの死去に伴ってネアーン卿の相続人となった。彼女には5人の娘がいたが男子がなかったため、彼女の死を以て、父より相続した爵位はすべて廃絶した。 
一方、ネアーン卿位は彼女の娘エミリーが承継した。(→以降の歴史はネアーン卿を参照。)
エルフィンストン家のモットーは「原因ゆえの帰結(Cause Causit)」で、エルフィンストン氏族のそれと同一である。

## 一覧

### キース男爵（第1期；1797年、第3期；1803年）
- 初代キース男爵ジョージ・キース・エルフィンストン （1746–1823）(遡る1801年にキース男爵授与、1814年にさらにキース子爵へ昇叙)
- 第2代キース女男爵マーガレット・キース（英語版） （1788–1867）(1867年に両男爵位廃絶)

### キース男爵（第2期;1801年）
- 初代キース男爵ジョージ・キース・エルフィンストン(1746-1823)(1823年男爵位廃絶)

### キース子爵（1814年）
- 初代キース子爵ジョージ・キース・エルフィンストン(1746-1823)(1823年子爵位廃絶)